# Richard Weber (Unternehmer)
Richard Weber (* 27. März 1944 in Zweibrücken) ist ein deutscher Unternehmer.

## Biografie
Richard Weber ist der Sohn von Paul Weber. Er promovierte in der Volkswirtschaftslehre und ist seit 1983 geschäftsführender Gesellschafter der in Homburg ansässigen Karlsberg Brauerei, seit 2024 gemeinsam mit seinem Sohn Christian Weber. 
Von 1996 bis 2017 war er Präsident der saarländischen Industrie- und Handelskammer, im August 2017 wurde er mit der Ehrenpräsidentschaft geehrt. Am 17. Oktober 2013 wurde er zum Präsidenten von Eurochambres, der europäischen Dachorganisation der Industrie- und Handelskammern, gewählt. Sein Amt trat Weber zu Jahresbeginn 2014 an. Nach seiner Wiederwahl im Oktober 2015 hatte er dieses Amt für zwei weitere Jahre (2016 bis 2017) inne.
Von 1992 bis 1996 war er Präsident des europäischen Brauer-Bundes Brewers of Europe, 2002 bis 2008 des Deutschen Brauer-Bundes.
Im September 2005 wurde ihm von Ministerpräsident Peter Müller für seine Verdienste um die saarländische Wirtschaft das Bundesverdienstkreuz Erster Klasse des Verdienstordens der Bundesrepublik Deutschland überreicht. Bereits ein Jahr zuvor wurde er für seine herausragenden Dienste um die deutsch-französische Zusammenarbeit in Wirtschaft und Kultur als Ritter der französischen Ehrenlegion (Chevalier de la Légion d’Honneur) ausgezeichnet.